# 森吉事件
森吉事件（もりよしじけん）とは、1963年（昭和38年）10月2日から同月20日にかけて日本の四国（高知県・徳島県・香川県）で発生した連続殺人および大量殺人事件。犯人の森吉 幸喜（もりよし さつよし、1921年〈大正10年〉 - 1970年〈昭和45年〉10月29日）は1963年10月14日に徳島県三好郡池田町ウヱマツ（現：三好市池田町ウヱマツ）の浄水場管理人宅で一家6人を襲い、うち5人を殺害する事件など5事件を起こし、6人を殺害、4人を負傷させた。
森吉は戦時住居侵入罪などで無期懲役に処され、恩赦減刑を経て仮釈放された後にも強盗・窃盗事件を起こしていた。森吉は1963年9月25日に再び仮釈放されたが、服役中に得た約4万円の作業賞与金をすぐに遣い果たした末に相次いで強盗殺人などの犯罪を犯し、同年10月22日に愛媛県川之江市（現：四国中央市）の山中で逮捕された。一連の事件は四国4県民を恐怖に陥れたものと評されており、四国の鬼熊とも呼ばれる。森吉は1966年（昭和41年）に刑事裁判で死刑判決が確定し、1970年（昭和45年）に死刑を執行されている。

## 犯人歴
犯人である森吉幸喜は現在の高知県長岡郡大豊町で1921年に生まれ、義務教育を終えると各地の飯場で作業員として働いていたが、20歳の時に「規則正しい生活は嫌だ」という動機から、当時大日本帝国憲法で国民の義務とされていた徴兵検査を受けず逃亡した。しかし当時の日本は第二次世界大戦（太平洋戦争）の最中であり、時局柄許されない状況であった。そのため懲罰覚悟で出頭し兵役に就く事になった。1944年2月に高知県の第44連隊に入営したが、部隊内のいじめに耐え切れなくなり部隊を脱走し軍法会議にかけられた。軍法会議の最中に森吉は拘禁先で看守を負傷させ脱獄を図ったため、殺人未遂で無期懲役判決を受け、終戦を広島刑務所で迎えた。
その後、森吉は恩赦により減刑され1956年6月に仮釈放されたがギャンブルにはまり、強盗や窃盗を繰り返し刑務所送りとなり、高松刑務所を仮釈放されたのは1963年9月25日であった。

## 事件の概要
森吉は出所後実家に戻っていたが、仮釈放から2日目にぶらりと実家を当てもなく出て行き、強盗殺人を連続して引き起こす事になった。まず10月2日に高知県中村市（現在の四万十市）で食料品店を物色し家人を刺して重傷を負わせ逃亡、10月9日に高知県高岡郡中土佐町の小学校用務員室に侵入し用務員を斧で殺害し350円を奪い逃走、10月14日深夜に徳島県三好郡（現在の三好市）の浄水場管理人の自宅に侵入し一家6人を斧でめった打ちにし5人を殺害し1人に重傷を負わせた。一家の内、長女に至っては瀕死の重傷の中で強姦もされた上で殺害された。管理人の自宅から10 km北にある日本国有鉄道土讃本線（現在の四国旅客鉄道土讃線）坪尻駅前にある雑貨商に押し入り、現金2000円と店の菓子を奪って逃走した。
この一連の犯行を同一犯によるものとみなした警察は大規模な山狩りをしたが、森吉は香川県に逃亡しており10月20日に香川県三豊郡（現在の三豊市）の雑貨商に押し入り雑貨商夫婦に重傷を負わせ現金170円と衣類を奪った。そのため四国管区警察局は10月21日から香川・愛媛・徳島の3県合同で機動隊員や消防団員を動員して3県の県境の山間部を捜索、10月22日に森吉の身柄を確保した。

## 事件のその後
森吉が仮釈放後に逮捕されるまでの27日間で奪った被害額は2870円と食料と衣類であったが、3県で6人を殺害、4人に重傷を負わせる犯行であった。また森吉は逃亡中、四国山地でほとんど野宿という無軌道なものであった。
森吉は刑事裁判で強盗殺人罪などに問われ、1964年（昭和39年）3月3日に徳島地方裁判所（黒川裁判長）で検察官の求刑通り死刑判決を言い渡された。この判決を不服とした弁護人が控訴したが、高松高等裁判所（横江裁判長）は1965年（昭和40年）8月5日に控訴を棄却する判決を言い渡した。1966年（昭和41年）3月31日に最高裁判所第一小法廷（入江俊郎裁判長）で上告棄却の判決を言い渡されたことで死刑が確定し、1970年（昭和45年）10月29日に大阪拘置所で死刑を執行された。記録によれば午前10時29分47秒絶命とされている。一方で同年9月に死刑を執行されたとする文献もある。